# Maumusson (Pyrénées-Atlantiques)
Pour les articles homonymes, voir Maumusson.
Maumusson est une ancienne commune française du département des Pyrénées-Atlantiques. En 1828, la commune fusionne avec Baliracq pour former la nouvelle commune de Baliracq-Maumusson.

## Géographie
Maumusson se situe à l'extrême nord-est du département, au sud-est de Garlin.

## Toponymie
Le toponyme Maumusson apparaît sous la forme 
Maumussou (1774, terrier de Baliracq, E 177) et 
Maumusson, (XVIIIe siècle, carte de Cassini).

Michel Grosclaude propose comme origine un patronyme, gascon cette fois-ci, le sobriquet mau (« mauvais »), allié à mus (« museau ») et augmenté du suffixe -on, qui donne « mal aimable, renfrogné ».

## Démographie
| 1793 | 1800 | 1806 | 1821 |
| ---- | ---- | ---- | ---- |
| 132  | 121  | -    | 155  |

## Culture locale et patrimoine

### Patrimoine civil
Une demeure de notable, dite château de Milly, datant du XVIIIe siècle se dresse au lieu-dit Florence, alors qu'une autre, dite maison Lafon, datant de la première moitié du XVIIe siècle est visible au lieu-dit Crédey.
La commune présente des fermes et maisons datant des XVIIe, XVIIIe et XIXe siècles.

## Pour approfondir